# Francis B. Stockbridge

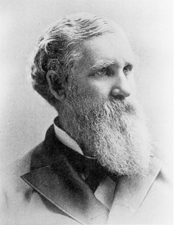
Francis B. Stockbridge

Francis Brown Stockbridge (* 9. April 1826 in Bath, Maine; † 30. April 1894 in Chicago) war ein US-amerikanischer Politiker (Republikanische Partei), der den Bundesstaat Michigan im US-Senat vertrat.
Nach dem Schulbesuch in Maine arbeitete Francis Stockbridge zunächst von 1843 bis 1847 als Angestellter in einem Großhandelshaus in Boston; danach führte er sein eigenes Bauholzunternehmen in Chicago. 1851 zog er nach Saugatuck in Michigan, wo er in der Leitung mehrerer Sägewerke sowie als Kaufmann tätig war; ab 1863 lebte er dann in Kalamazoo und stieg dort ebenfalls ins Holzgeschäft ein.
1869 begann Stockbridges politische Laufbahn mit der Mitgliedschaft im Repräsentantenhaus von Michigan; zwei Jahre später zog er in den Staatssenat ein. Am 12. Juli 1875 wurde er zum US-Botschafter in den Niederlanden ernannt und legte auch den Amtseid ab, trat den Posten jedoch nicht an. Stattdessen ging er weiter seinen Geschäften nach und erwarb 1882 das Gelände, auf dem später das Grand Hotel von Mackinac Island entstehen sollte. Stockbridge führte die drei großen auf der Insel aktiven Verkehrsunternehmen in einer Finanzierungsgesellschaft zusammen: Die Michigan Central Railroad, die Grand Rapids and Indiana Railroad und die Detroit and Cleveland Navigation Company bildeten gemeinsam die Mackinac Island Hotel Company, welche die Fertigstellung des Hotels im Jahr 1887 ermöglichte.
Im selben Jahr kehrte Stockbridge auch ins politische Geschehen zurück, als er für die Republikaner in den US-Senat gewählt wurde. Nach seiner ersten Amtsperiode wurde er 1893 bestätigt; bereits im folgenden Jahr starb er jedoch, während er seinen Neffen in Chicago besuchte. Während seiner Zeit im Senat stand Francis Stockbridge unter anderem dem Fischereiausschuss vor. Er war das letzte Mitglied der Staatslegislative von Michigan, das in den US-Senat einzog, bis dies Debbie Stabenow im Jahr 2000 wieder gelang.